# بوتلشتت
شهر بوتِلْشتِت (به آلمانی: Buttelstedt) شهرکی در ایالت تورینگن در کشور آلمان است.